# Puccinia komarovii
Espèce
Puccinia komarovii est une espèce de champignons de la famille des Pucciniaceae (les « rouilles »). 

## Description
Ce champignon microscopique parasite diverses espèces de plantes à fleurs du genre Impatiens en provoquant chez ces dernières une rouille qui entrave leur développement.

## Agent de bio-contrôle
Une variété de cette espèce, Puccinia komarovii var. glanduliferae, fait l'objet d'expérimentations pour une utilisation en tant qu'agent de bio-contrôle de l'espèce végétale Balsamine de l'Himalaya considérée comme envahissante dans certaines parties du monde,.
L'expérience menée par le CABI, au Royaume-Uni, depuis 2006, avec deux phases successives d'études, la première de 2015 à 2016, la seconde de 2017 à 2018, a connu des résultats variables montrant des résistances de certaines variétés de balsamine à l'infection par ce champignon.
Il s’agit du premier agent phytopathogène exotique dont la dissémination en milieu naturel a été autorisée en tant qu’agent de lutte biologique contre une plante exotique envahissante dans l’Union européenne.

## Systématique
Le nom correct complet (avec auteur) de ce taxon est Puccinia komarovii Tranzschel (d) ex P.Syd. (d) & Syd. (d),.
Puccinia komarovii a pour synonyme :
- Puccinia komarovii var. glanduliferae R.A.Tanner, C.A.Ellison, L.Kiss & H.C.Evans